# Vámos Lászlóné
Vámos Lászlóné (? igazságügyi főtanácsos, protokoll szakértő és oktató, a Magyar Protokollosok Országos Egyesületének alapítója és örökös tiszteletbeli elnöke)

## Életpályája
Negyvennégy évet töltött az igazságügyi tárca szolgálatában; kezdetben miniszteri titkárnői, majd sajtóreferensi munkakörben, ezt követően huszonkét évig volt az Igazságügyi Minisztérium Protokoll Osztályának a vezetője, protokollfőnöke. Feladatkörét képezte a Magyarországra látogató külföldi igazságügy-miniszteri delegációk, valamint nemzetközi konferenciák, kongresszusok programjának szervezése.
2007. július 1-én búcsúzott el munkahelyétől, az akkori Igazságügyi és Rendészeti Minisztérium miniszteri kabinetirodájától, valamint a 11.-ik miniszteri főnökétől.
A Magyar Közigazgatási Lexikon 1996-ban megjelent számában olvasható életrajzának családi vonatkozásai.

## Munkahelyei
1956 – 2007 Igazságügyi Minisztérium

## Szakmai tagságai
- 1993 – Magyar Protokollosok Országos Egyesületének megalapítója és 2002 óta örökös tiszteletbeli elnöke
- 1996.  A Sevillában megtartott II. Nemzetközi Protokoll Kongresszus Szervező Bizottságának tagja- /Organización Internacional de Ceremonial y Protocolo / OICP
- 2021. A brazíliai Sao Paulo-ban működő Nemzetközi Szertartás- és Protokoll Akadémia teljes jogú akadémikusa.
- Academia Internacionál de Ceremoniál y Protocolo  (IACP)

## Oktatás, képzés, előadás
Kongresszusok
- 1996. II. Nemzetközi Protokoll Kongresszus Sevilla/OICP – Organizacion Internacional de Ceremonial y Protocolo
- 1997. NATO Protokoll Konferencián előadás megtartása
- 2002. OICP -Valencia
- 2004. OICP – Madrid
- 2010. Budapest XI. Nemzetközi Protokoll Kongresszus

Oktatási tevékenység vendégelőadóként
Hazai és külföldi előadásai. Témakörök: általános és közéleti viselkedéskultúra, rendezvényszervezés, továbbá diplomáciai protokoll kérdései a protokollosi munkában.  
- 2000 – 2005 ELTE Állam- és Jogtudományi Kar –  Budapest
- 2006 – Bél Mátyás Tudományegyetem – Besztercebánya /Banska Bistrica – Szlovákia
- 2007 – ELTE Társadalomtudományi Kar Nemzetközi Szak – Budapest
- 2007 – 2018  ELTE Bölcsészettudományi Kar, Budapest
- 2008 – 2009  Pázmány Péter Katolikus Egyetem Bölcsészettudományi Kar, Piliscsaba
- 2008 – Európa Parlamentben tartott előadás magyar hallgatók részére, Brüsszel
- 2010 – XI. Nemzetközi Protokoll Kongresszus. Megnyitó beszéd és szekció ülésen tartott előadás. /OICP/ – Budapest
- 2014 – Sapientia Erdélyi Magyar Tudományegyetem – Marosvásárhely és Kolozsvár- Románia
- 2018 – Széchenyi Szabad Akadémia
- 2018 – Sapientia Erdélyi Magyar Tudományegyetemen.
- 2008–2018  – Metropolitán Egyetem. Budapest.  Előadás és vizsgaelnöki feladatok.
- 2021 – Online előadás Sanghajban a Magyarországi Főkonzulátus felkérésére.
- 2021 – Összevont online előadás -Debreceni Egyetem Állam és Jogtudományi Kar, Sapientia Erdélyi Magyar Tudományegyetem Kolozsvári Kar

## Társadalmi szerepvállalás
- 2002 – a Magyar Protokollosok Országos Egyesületének beléptetése az OICP-be. (Asociacion Nacional Hungara de Protocolo), Palma de Mallorca
- A protokoll ügyintézői szakmával összefüggésben évekig vizsgaelnöki teendőket látott el a Nemzeti Szakképzési és Felnőttképzési Intézet, valamint a Budapesti Kereskedelmi és Iparkamara megbízásából.
- 2020 – A több évtized alatt összegyűjtött „diplomáciai protokoll iratanyagot” ajándékozás céljából átadta a Magyar Nemzeti Levéltár Országos Levéltára részére. Az iratanyag részletes tartalma: diplomáciai köszönő levelek a nagyvilágból, diplomáciai meghívók, külföldi igazságügyi – miniszteri delegációkról készült fotók, továbbá Dr. Habsburg Ottó úrnak a Magyar Protokollosok Országos Egyesülete mentorának levelezése. Mindezt digitalizálják, megtekinthetők tanulmányozás céljából.

## Publikációi ás  médiamegjelenései
1993-tól napjainkig számos folyóiratban, napilapban, egyéb kiadványokban jelennek meg cikkei, illetve felkért szakértőként vesz részt a cikkek szerkesztésében (Világgazdaság, Rendezvényszervezők Kézikönyv, EVOÉ Magazin, Élet és Mozdulat c<mű lap, Őnagysága című lap  Magyar Rendezvényszervezők Szövetsége- Hírlevél sorozat)
- Új-Zélandban Magyar Szó című. lap
- Ottlik Károly Protokoll könyveinek egyik szakmai lektora,
- 1999.  „És kinyílnak a kapuk” c. interjú- Diplomáciai Magazin
- 2000- 2005 Társszerző és szerkesztő a PROTOKOLL c. egyetemi jegyzetnek / ötszöri kiadás/
- 2000. „Viselkedéskultúra az igazságügyi alkalmazottak részére.”című tanulmány írása az Országos Igazságszolgáltatási Tanács Hivatala megbízásából.
- 2001.  „Üzleti protokoll” CD anyag írása a HVG – Orac Lap- és Könyvkiadó Kft. megbízásából
- 2007. NATO protokollról cikk a Madridban megjelenő Revista Internacional de Protocolo c. revűben
- 2007. Ismeretterjesztő könyv írása „Nyolc miniszter volt a főnököm, protokoll a gyakorlatban. Kulisszatitkok. / háromezer példány /
- 2018. „A protokoll múltja, jelene és jövője” címmel tanulmány írása a Debreceni Egyetem Állam- és Jogi Kar felkérésére
- 2018.  „A protokollos a kultúrák közötti közvetítő” című cikk az EVENT Magazin c. rendezvényszervezési kiadvány részére
 2007.   „Válaszd a tudást. Példabeszéd”- Magyar Televízió 2. csatorna.
- 2010 – 2015  Rádió Mozaik – Sydney interjú sorozat- Ausztrália,
- 2017.  „Királylátogatások Magyarországon” – Ridikül”c. műsor- DUNA Televízió
- 2018.  interjú- Karc FM Rádió
- Internetes weblap: www.protokoll-info.hu (2014-ben szakmai cikkek és írások további közlését felfüggesztette )

## Díjai, elismerései
- Magyar Köztársasági Érdemrend Kiskeresztje- Kormánykitüntetés /1996/
- Pro Facultate Emlékérem /2002/ – ELTE Állam és Jogtudományi Kar.
- Nemzetközi Protokoll Érdemrend / Medalla al Mérito en Protocolo y Ceremonia /2005 / Madrid
- Tiszteletbeli Tanári cím adományozása a Madridban működő Nemzetközi Protokoll Iskolától/ Escuela Internacional de Protocolo/ /2005/
- Protokoll Nagylánc és Életműdíj /2006/
- Sydney Rádiómozaik Emlékplakett és Emléklap /2017/
- Menedzserasszisztensek Magyarországi Egyesülete/International Management Assistants / IMA.- „Tiszteletbeli tag” cím /2019/